# Christian Schaible
Christian Schaible (* 20. Oktober 1892 in Weilheim an der Teck; † 23. Oktober 1968 in Berlin) war ein deutscher Politiker (FDP).

## Leben
Schaible besuchte die Volksschule, machte eine Lehre und arbeitete als Bäcker. Von 1914 bis 1918 war er Soldat im Ersten Weltkrieg. 1922 legte er die Meisterprüfung als Bäcker ab. Von 1921 bis 1932 leitete er als Vorsitzender den Fachverein von Bäckermeistersöhnen in Berlin. Ab 1929 war er selbstständig.
Schaible war Mitglied der Deutschen Demokratischen Partei (DDP) und der Deutschen Staatspartei. Ab 1945 war er Mitglied der LDPD/FDP Berlin und Mitglied des Handwerkerausschusses.
Er war von 1946 bis 1950 Verordneter der LDPD/FDP im Bezirk Tiergarten und ab Februar 1947 Vorsitzender der Ortsgruppe Berlin-Tiergarten-Nord. Im April 1947 wurde er in den Vorstand des Landesverbands Groß-Berlin gewählt. Von 1951 bis 1955 war er Mitglied des ersten Abgeordnetenhauses von Berlin.